# Japoński horror
Japoński horror w kulturze popularnej, znany jest z unikania konwencjonalnych rozwiązań i tematów znanych z zachodnich horrorów. Gatunek ten koncentruje się na psychologii człowieka oraz budowaniu napięcia, filmy często nawiązują do tematyki duchów i poltergeistów, a wiele z nich zawiera nawiązania do religii ludowej m.in.: egzorcyzmy, szamanizm, prekognicja oraz yōkai. Często horror japoński nie jest do końca rozumiany przez widzów z Europy ponieważ odwołuje się dalekowschodnich religii, wierzeń.

## Pochodzenie
Japoński horror ma źródła wśród opowieści o duchach z okresu Edo i okresu Meiji, które były znane jako kaidan. Ludowe bajki miały wielki wpływ na współczesne filmy, zwłaszcza tradycyjna postać japońskiego ducha.
Opowieści o duchach były częstym motywem w literaturze japońskiej, ich historia sięga co najmniej do okresu Heian (794-1185). Konjaku-monogatari zawiera wiele opowieści o duchach z Indii, Chin i Japonii.

## Film

### Ważne dzieła
- Gra wstępna (Ōdishon)
- Kobieta o rozciętych ustach
- Kuracja (Cure)
- Cursed (Yoshihiro Hoshino, 2004)
- The Curse
- Dark Tales of Japan
- Dark Water (Honogurai Mizu No Soko Kara)
- Eko Eko Azarak
- Gakkō no Kaidan oraz trzy sequele
- Królik doświadczalny
- Higurashi no naku koro ni (Gdy cykady płaczą)
- Ichi the Killer (2001)
- Infekcja (Kansen)
- Jigoku (1960)
- Klub samobójców (Jisatsu saakuru, Suicide Club lub Suicide Circle)
- Ju-on, Ju-on 2, Klątwa Ju-on, Klątwa Ju-on 2
- Puls (Kairo)
- Kakashi
- Pyrokinesis (2000)
- Kwaidan, czyli opowieści niesamowite (1964)
- Marebito (2004)
- Naked Blood
- Noroi
- Kobieta-diabeł (Onibaba) (1964)
- Nieodebrane połączenie (Chakushin Ari)
- Nieodebrane połączenie 2 (Chakushin Ari 2)
- Nieodebrane połączenie: Finał (Chakushin Ari: Final)
- Parasite Eve
- Wizje (Yogen)
- Reinkarnacja (Rinne)
- The Ring: Krąg, Rasen, The Ring: Krąg 2, The Ring: Krąg – Narodziny
- Shikoku
- Sweet Home
- Tales From The Dead
- Tetsuo: Człowiek z żelaza (Tetsuo)
- Tokijska Policja Gore (Tokyo Gore Police)
- Versus
- Tomie
- Voice
- Unholy Women
- Spirala (Uzumaki)

### Znani reżyserzy
- Hideo Nakata
- Kaneto Shindō
- Masaki Kobayashi
- Nobuo Nakagawa
- Takashi Miike
- Takashi Shimizu
- Kiyoshi Kurosawa
- Sion Sono
- Ataru Oikawa
- Akihiro Higuchi
- Norio Tsuruta
- Yoshihiro Nishimura

## Gry
- Calling
- Castlevania
- Clock Tower
- Deadly Premonition
- Dino Crisis
- Fatal Frame
- F.E.A.R.
- Friday the 13th
- Ghost House
- Monster Bash
- Ju-on: The Grudge
- Kenseiden
- Kuon
- Laplace no Ma
- Nancy Drew: Shadow at the Water's Edge
- Overblood
- Parasite Eve
- Resident Evil
- Shiryou Sensen: War of the Dead
- Silent Hill
- Siren
- Splatterhouse
- Sweet Home
- Terror House
- The Screamer

## Wpływ
W ciągu ostatnich kilku lat popularne japońskie horrory zostały ponownie wyreżyserowane i przeniesione na amerykański rynek.
Oto niektóre z japońskich horrorów, które zostały przeniesione na amerykański rynek:
- The Ring – 2002
- The Grudge – Klątwa – 2004
- Dark Water – Fatum – 2005
- The Ring 2 – 2005
- The Grudge – Klątwa 2 – 2006
- Puls – 2006
- Nieodebrane połączenie – 2008
- The Grudge – Klątwa 3 – 2009
- The Ring 3D – 2011